# Hamza (nombre)
Hamza (también escrito Hamzah, Hamsah, Hamzeh o Humza; en árabe: حمزة) es un nombre propio masculino de origen árabe, el cual puede significar «león», «fuerte» o «firme». Nombre también de Hamza ibn Abdul-Muttalib, tío paterno del profeta Mahoma, conocido por ser uno de los primeros seguidores del Islam, además de su fuerza y valentía en las batallas.

## Personajes célebres
- Hamza ibn Abdul-Muttalib, sahaba, tío paterno y primo segundo materno de Mahoma.
- Hamza ibn Ali ibn Ahmad, fundador de la religión drusa.
- Hamza El Din, cantante y compositor egipcio.
- Hamza Hamzaoğlu, exfutbolista y entrenador turco.
- Hamza Ali Al-Khateeb (f. 2011), niño torturado y asesinado durante las protestas en Siria de 2011.
- Hamza bin Laden (f. 2019), hijo de Osama bin Laden.